# Duńska Liga piłkarek ręcznych
Duńska Liga piłkarek ręcznych; obecnie GuldBageren Ligaen – najwyższa klasa rozgrywek ligowych piłki ręcznej kobiet w Danii. Najwięcej zwycięstw w historii – 14, zanotowała drużyna Viborg HK.

## Uczestniczki w sezonie 2015/16
- FC Midtjylland Håndbold
- Team Esbjerg
- HC Odense
- København Håndbold
- Randers HK
- Nykøbing Falster Håndboldklub
- Team Tvis Holstebro
- SønderjyskE Håndbold
- Viborg HK
- Ringkøbing Håndbold
- Silkeborg-Voel KFUM
- SK Aarhus

## Triumfatorki
| - 1936 Kvindelig Idrætsforening - 1937 Københavns Kvindelige Gymnastikforening - 1938 Kvindelig Idrætsforening - 1939 R.H.33 - 1940 Københavns Kvindelige Gymnastikforening - 1941 Københavns Kvindelige Gymnastikforening - 1942 Aarhus Gymnastikforening - 1943 Kvindelig Idrætsforening - 1944 Kvindelig Idrætsforening - 1945 rozgrywki nie odbyły się - 1946 Københavns Kvindelige Gymnastikforening - 1947 Kvindelig Idrætsforening - 1948 Kvindelig Idrætsforening - 1949 Aarhus Gymnastikforening - 1950 Kvindelig Idrætsforening - 1951 Handelsstandens Gymnastikforening - 1952 Vejlby-Risskov Idrætsklub - 1953 Handelsstandens Gymnastikforening - 1954 Kvindelig Idrætsforening - 1955 Universitetets Studenter-Gymnastik - 1956 Frederiksberg Idræts-Forening - 1957 Handelsstandens Gymnastikforening - 1958 Handelsstandens Gymnastikforening - 1959 Frederiksberg Idræts-Forening - 1960 Handelsstandens Gymnastikforening - 1961 Svendborg HK - 1962 Frederiksberg Idræts-Forening - 1963 Helsingør IF - 1964 Handelsstandens Gymnastikforening - 1965 Handelsstandens Gymnastikforening |  | - 1966 Frederiksberg Idræts-Forening - 1967 Frederiksberg Idræts-Forening - 1968 Handelsstandens Gymnastikforening - 1969 Handelsstandens Gymnastikforening - 1970 Handelsstandens Gymnastikforening - 1971 Frederiksberg Idræts-Forening - 1972 Frederiksberg Idræts-Forening - 1973 Frederiksberg Idræts-Forening - 1974 Frederiksberg Idræts-Forening - 1975 Handelsstandens Gymnastikforening - 1976 Frederiksberg Idræts-Forening - 1977 Handelsstandens Gymnastikforening - 1978 Frederiksberg Idræts-Forening - 1979 Svendborg HK - 1980 Frederiksberg Idræts-Forening - 1981 Frederiksberg Idræts-Forening - 1982 AIA-Tranbjerg - 1983 Helsingør IF - 1984 Helsingør IF - 1985 Frederiksberg Idræts-Forening - 1986 IF Stjernen - 1987 Rødovre HK - 1988 Lyngså BK - 1989 Frederiksberg Idræts-Forening - 1990 GOG Svendborg TGI - 1991 GOG Svendborg TGI - 1992 GOG Svendborg TGI - 1993 GOG Svendborg TGI - 1994 Viborg HK |  | - 1995 Viborg HK - 1996 Viborg HK - 1997 Viborg HK - 1998 FC Midtjylland Håndbold - 1999 Viborg HK - 2000 Viborg HK - 2001 Viborg HK - 2002 Viborg HK - 2003 Slagelse FH - 2004 Viborg HK - 2005 Slagelse FH - 2006 Viborg HK - 2007 Slagelse FH - 2008 Viborg HK - 2009 Viborg HK - 2010 Viborg HK - 2011 FC Midtjylland Håndbold - 2012 Randers HK - 2013 FC Midtjylland Håndbold - 2014 Viborg HK - 2015 FC Midtjylland Håndbold - 2016 Team Esbjerg - 2017 Nykøbing Falster Håndboldklub |

## Klasyfikacja medalowa
| Msc | Klub                    |    |   |   |
| --- | ----------------------- | -- | - | - |
| 1.  | Viborg HK               | 14 | 4 | 8 |
| 2.  | FIF Kopenhaga           | 12 | 8 | 6 |
| 3.  | GOG Svendborg TGI       | 4  | 4 | 5 |
| 4.  | HG Kopenhaga            | 5  | 4 | 1 |
| 5.  | FC Midtjylland Håndbold | 4  | 4 | 7 |
| 6.  | Slagelse DT             | 3  | 2 | 0 |
| 7.  | IF AIA-Tranbjerg        | 1  | 4 | 0 |
| 8.  | Helsingør IF            | 2  | 2 | 1 |
| 8.  | Rødovre HK              | 2  | 2 | 1 |
| 8.  | Helsingør IF            | 2  | 2 | 1 |
| 9.  | Svendborg HK            | 2  | 1 | 3 |
| 10. | IF Stjernen             | 1  | 1 | 1 |
| 10. | Lyngså BK               | 1  | 1 | 1 |
| 11. | Randers HK              | 1  | 0 | 1 |
| 12. | Glostrup IC             | 0  | 1 | 3 |
| 13. | IK Skovbakken           | 0  | 1 | 2 |
| 14. | Frederikshavn f.I.      | 0  | 1 | 1 |
| 15. | Funder GF               | 0  | 1 | 0 |
| 15. | Holstebro KFUM          | 0  | 1 | 0 |
| 16. | K.I. Kopenhaga          | 0  | 0 | 2 |
| 16. | Aalborg DH              | 0  | 0 | 2 |
| 17. | Hørsholm-Usserød IK     | 0  | 0 | 1 |
| 17. | Næstved IF              | 0  | 0 | 1 |
| 17. | Greve IF                | 0  | 0 | 1 |
| 17. | NNfH Lemvig             | 0  | 0 | 1 |
| 17. | FCK Håndbold            | 0  | 0 | 1 |

## Najlepsze strzelczynie
| Sezon     | Bramki | Strzelcy             | Drużyna                      |
| --------- | ------ | -------------------- | ---------------------------- |
| 2000/2001 | 133    | Mette Vestergaard    | FIF Kopenhaga                |
| 2001/2002 | 181    | Camilla Andersen     | Slagelse DT                  |
| 2002/2003 | 215    | Camilla Andersen     | Slagelse DT                  |
| 2003/2004 | 175    | Bojana Popović       | Slagelse DT                  |
| 2004/2005 | 174    | Bojana Popović       | Slagelse DT                  |
| 2005/2006 | 172    | Tanja Milanović      | Ikast-Bording Elite Håndbold |
| 2006/2007 | 167    | Mette Sjøberg        | FCK Håndbold                 |
| 2007/2008 | 153    | Nadine Krause        | FCK Håndbold                 |
| 2008/2009 | 125    | Grit Jurack          | Viborg HK                    |
| 2009/2010 | 176    | Kristina Kristiansen | Team Tvis Holstebro          |
| 2010/2011 | 163    | Camilla Dalby        | Randers HK                   |
| 2011/2012 | 140    | Mette Gravholt       | Team Tvis Holstebro          |
| 2012/2013 | 187    | Camilla Dalby        | Randers HK                   |
| 2013/2014 | 152    | Estavana Polman      | Team Esbjerg                 |
| 2014/2015 | 157    | Jette Hansen         | Silkeborg-Voel KFUM          |